# Screaming Life
| Оценки критиков | Оценки критиков |
| Источник        | Оценка          |
| --------------- | --------------- |
| Allmusic        | [ 1 ]           |

Screaming Life — дебютный мини-альбом американской рок-группы Soundgarden, был выпущен в октябре 1987 года на независимом лейбле Sub Pop Records. Впоследствии Screaming Life был объединён с вторым мини-альбомом группы, Fopp (1988), и переиздан в виде компиляции Screaming Life/Fopp в 1990 году. Мини-альбом был записан в 1986 году в Сиэтле на студии Reciprocal с продюсером Джеком Эндино, который впоследствии работал над дебютными дисками групп Nirvana и Mudhoney.

## Музыка и тематика текстов
Барабанщик группы, Мэтт Кэмерон, описал звук мини-альбома как «довольно сырой». Первый сингл диска, «Hunted Down», является ярким представителем раннего звучания гранжа — с грязной гитарой, диссонирующей атмосферой и депрессивным текстом. Структура мелодии «Nothing To Say» выстроена в пониженном гитарном строе (первая струна на ноте Ре), который на более поздних альбомах станет визитной карточкой Soundgarden. Гитарист Ким Тайил отмечал, что узнал о таком строе от Базза Осборна из Melvins, когда последний рассказывал ему о звучании группы Black Sabbath.
Более ранние версии композиции «Tears to Forget» были выпущены на демо-ленте Soundgarden 1985 года и на сборнике 1986 года Deep Six, который содержал ранние записи некоторых сиэтлских гранж-групп, включая Soundgarden. Эта версия была записана с барабанщиком Скоттом Сандкистом, однако версия на Screaming Life была перезаписана с Кэмероном.
Незадолго до записи альбома Эндино купил на барахолке четвертьдюймовые катушечные плёнки на которых были записаны проповеди христианского священника начала 1950-х годов. Фронтмен Soundgarden Крис Корнелл предложил добавить голос проповедника в песню «Hand of God». Запись была синхронизирована с восьмидорожечным рекордером и скопирована на пустой трек, по совпадению (или как позже говорил Эндино, «Бог улыбнулся нам») плёнка с голосом священника идеально легла на трек. Корнелл также спел в стиле проповедника саркастическую строчку: «Да будет это известно теперь, если у вас есть две руки/вы должны молиться». По словам Эндино, надписи на купленных им плёнках были крайне плохо различимы, поэтому имя проповедника осталось неизвестным.

## Обложка и название
На обложке размещена сделанная Чарльзом Питерсоном монохромная фотография оттенка сепии с поющим Корнелл и играющем на гитаре Тайилом на заднем плане. Обложка альбома была попыткой Sub Pop продвинуть сексуальный образа Корнелла. Первые 500 копий Screaming Life были отпечатаны на прозрачном оранжевом виниле, после чего альбом выпускался на стандартных чёрных грампластинках. Позже был напечатан дополнительный тираж альбома по заказу лейбла Erika Records, но всё ещё под контролем Sub Pop. Пластинки этого тиража были выпущены в следующих цветах: чёрный, красный, зелёный мрамор, синий мрамор, розовом мрамор и фиолетовом мрамор.
Название альбома было вдохновлено фотоальбомом Питерсона «Screaming Life: A Chronicle of the Seattle Music Scene». Переизданный в 1995 году, он содержал, по большей части, живые фотографии сделанные Питерсоном в период с середины 1980-х до середины 1990-х годов. Многие фотографии Питерсона использовались в качестве обложек дисков гранж-групп. Книга сопровождалась компакт-диском с девятью песнями, отобранными Питерсоном из исполнителей той эпохи — «Entering» Soundgarden была одной из этих песен.

## Выпуск и отзывы
По словам Корнелла, мини-альбом был встречен восторженными отзывами и «всем понравился». «Hunted Down» являлся дебютным синглом Soundgarden и первой песней, которая звучала в фоновом режиме на телефонной линии лейбла Sub Pop. По словам Тайила, «Когда вы звонили на лейбл и вас ставили на удержание, вы услышали [в трубке] „Hunted Down“». Также это был единственный сингл, выпущенный в поддержку Screaming Life. В свою очередь, композиция «Nothing to Say» стала первым би-сайдом Soundgarden, после того как была выпущена на сингле «Hunted Down». Также песня фигурировала на сборнике радиостанции KCMU — Bands That Will Make Money, который бесплатно распространялся среди звукозаписывающих компаний. Услышав песню, лейблы начали связываться с группой, что в итоге привело к подписанию контракта с мейджором A&M Records.

## Список композиций
Все тексты написаны Крис Корнелл, вся музыка написана Кимом Тайилом, за исключением отмеченных треков.
| №                   | Название            | Автор музыки        | Длительность |
| ------------------- | ------------------- | ------------------- | ------------ |
| 1.                  | «Hunted Down»       |                     | 2:42         |
| 2.                  | «Entering»          |                     | 4:36         |
| 3.                  | «Tears to Forget»   | Хиро Ямамото, Тайил | 2:00         |
| 4.                  | «Nothing to Say»    |                     | 4:00         |
| 5.                  | «Little Joe»        |                     | 4:31         |
| 6.                  | «Hand of God»       | Ямамото             | 4:27         |
| Общая длительность: | Общая длительность: | Общая длительность: | 22:16        |

## Невошедший материал
Во время студийных сессий Screaming Life была записана песня «Toy Box». Впоследствии она была выпущена в качестве би-сайда на сингле «Flower». Инструментальный трек «The Telephantasm» также был записан во время этих сессий, он был издан в конце 2010 года как бонус-трек цифрового издания сборника Telephantasm на iTunes.

## Участники записи
| Soundgarden - Крис Корнелл – вокал - Ким Тайил – гитара - Хиро Ямамото – бас-гитара - Мэтт Кэмерон – ударные | Продюсирование - Джек Эндино – продюсер, звукоинженер - Чарльз Питерсон – фотографии - Soundgarden – продюсирование |